# Thyreus irena
Thyreus irena är en biart som beskrevs av Maurits Anne Lieftinck 1962. Thyreus irena ingår i släktet Thyreus och familjen långtungebin. Inga underarter finns listade i Catalogue of Life.